# Чемпионат РСФСР по лыжным гонкам 1919
Личное первенство России (неофициальное) проходило в Петрограде 9 марта 1919 года.
Соревнования проводились по одной дисциплине — гонка на 25 км.
2 и 3 места заняли финны — представители петроградских командных курсов.

## Победители и призёры
| Дисциплина     | Золото                                              | Серебро                             | Бронза                            |
| -------------- | --------------------------------------------------- | ----------------------------------- | --------------------------------- |
| Гонка на 25 км | Владимир Серебряков Московский клуб лыжников Москва | Хевонсари Командные курсы Петроград | Ялканен Командные курсы Петроград |